# Горни-Цибыр
Горни-Цибыр (болг. Горни Цибър) — село в Болгарии. Находится в Монтанской области, входит в общину Вылчедрым. Население составляет 195 человек.

## Политическая ситуация
Кмет (мэр) общины Вылчедрым — Иван Христов Барзин (Земледельческий союз Александра Стамболийского (ЗСАС)) по результатам выборов.